# Hebestatis theveneti
Hebestatis theveneti är en spindelart som först beskrevs av Simon 1891.  Hebestatis theveneti ingår i släktet Hebestatis och familjen Ctenizidae. Inga underarter finns listade i Catalogue of Life.